# Marquesado de las Torres de la Pressa
El marquesado de las Torres de la Pressa es un título nobiliario español creado por el rey Carlos II el 18 de junio de 1680 a favor de Catalina Gaviria y Zubizarreta(Madrid, 1595-1684), de padres guipuzcoanos establecidos en Carmona (Sevilla) en el siglo XVI.
El marquesado de las Torres de la Pressa lleva aparejada la Grandeza de España, que le fue concedida el 28 de diciembre de 1859 a Miguel Lasso de la Vega y Madariaga, VII conde de Casa Galindo, XXI señor de Castilleja de Talhara y Teniente de Hermano Mayor de la Real Maestranza de Caballería de Sevilla, por su esencial participación en la batalla de Bailén frente a las tropas de Napoleón.

## Titulares
- Catalina Gaviria y López de Zubizarreta, I marquesa de las Torres de la Pressa, XI señora de Gaviria.

Contrajo matrimonio el 28 de abril de 1632 con Andrés de Madariaga e Iturbe. Le sucedió su hijo.
- Francisco de Madariaga y Gaviria (m. 24 de abril de 1680), II marqués de las Torres de la Pressa.

Casó con el 2 de septiembre de 1658 con Beatriz Fernández Marmolejo. Le sucedió su hijo.
- Andrés de Madariaga y Fernández Marmolejo, III marqués de las Torres de la Pressa.

Casó en primeras nupcias con Aldonza Solís y Barradas y en segundas con Adriana Ramírez de Carrizosa y Ursúa. Le sucedió su hijo del segundo matrimonio.
- Juan Bautista de Madariaga y Ramírez de Ursúa (o Gaviria), IV marqués de las Torres de la Pressa.

Casó el 4 de julio de 1717 con Constanza Bucarelli y Ursúa. Le sucedió su hijo.
- Juan Ignacio de Madariaga y Bucarelli, V marqués de las Torres de la Pressa. Le sucedió su hermano.[2]

- Andrés Francisco Madariaga y Bucarelli (m. 25 de junio de 1781), VI marqués de las Torres de la Pressa.

Casó el 2 de febrero de 1747 con Josefa Fernández Galindo y Alfonso de Sousa (m. 1 de julio de 1769) III condesa de Casa Galindo, grande de España. Le sucedió su hijo.
- Juan Bautista de Madariaga y Fernández Galindo (m. 7 de mayo de 1787), VII marqués de las Torres de la Pressa y IV conde de Casa Galindo.[3] Le sucedió su hermano.[2]

- Baltasar de Madariaga y Fernández Galindo (18 de abril de 1794), VIII marqués de las Torres de la Pressa y V conde de Casa Galindo.[2] Le sucedió su hermano.[2]

- Andrés de Madariaga y Fernández Galindo (m. 11 de octubre de 1842), IX marqués de las Torres de la Pressa y VI conde de Casa Galindo,[3] le sucedió su sobrino.[2][4]

- Miguel Lasso de la Vega y Madariaga (Sevilla, 26 de abril de 1783-13 de septiembre de 1863), X marqués de las Torres de la Pressagrande de España, VII conde de Casa Galindo[3] y XXI señor de Castilleja de Talhara. Hijo de Antonio Lasso de la Vega y Fernández de Santillán y de Constanza de Madariaga y Fernández Galindo –hija e Andrés Francisco de Madariaga y Bucarelli y de Josefa Galindo Alfonso de Sousa.

Contrajo matrimonio el 13 de noviembre de 1813 con María del Carmen Quintanilla y Melgarejo, hija de Manuel Quintanilla Melgarejo y María Josefa Melgarejo y Galindo. A la muerte de su tío, Andrés Madariaga Fernández Galindo en 1842, heredó los títulos según dispuso el IX marqués en su testamento del 6 de marzo de 1832. El 20 de diciembre de 1859, se le concedió la Grandeza de España.> Le sucedió su hijo;
- José Lorenzo Lasso de la Vega y Quintanilla (Carmona, 9 de febrero de 1825-Sevilla, 11 de enro de 1894), XI marqués de las Torres de la Pressa, grande de España. Hijo primogénito del X marqués, fue diputado en las Cortes y senador.[6]

Contrajo dos matrimonios: el primero en 1859 con Jacoba González Torres de Navarra y de la Cerda, marquesa de Campoverde, y después de enviudar, volvió a casar en 1890 con su sobrina, María Guadalupe Lasso de la Vega y Zayas, marquesa de Miranda. Le sucedió su hermano
- Miguel Lasso de la Vega y Quintanilla  (Sevilla, 15 de marzo de 1830-Carmona, 22 de marzo de 1900), XII marqués de las Torres de la Pressa, grande de España. En 1875 el rey Alfonso XII le concedió el título de I vizconde de Dos Fuentes «en recuerdo del antiguo señorío de Castilleja de Talhara».[8] Hijo del X marqués, sucedió a su hermano en el marquesado por Real Carta de sucesión expedida el 8 de julio de 1895.

Casó con su parienta, María de Gracia Quintanilla y Caro, nieta de su tía Ignacia Lasso de la Vega y Madariaga.  Le sucedió su hijo.
- Andrés Lasso de la Vega y Quintanilla (m. 20 de junio de 1974), XIII marqués de las Torres de la Pressa, grande de España, IX conde de Casa Galindo[3] y II vizconde de Dos Fuentes, título que cedió en 1945 a su hijo Miguel.[8]

Casó el 21 de enero de 1920 con Elvira Marañón y Jiménez de Aragón. Le sucedió su hijo.
- Miguel Lasso de la Vega y Marañón, grande de España, XIV marqués de las Torres de la Pressa, XII marqués del Saltillo[10] y III vizconde de Dos Fuentes.[8]

Contrajo matrimonio el 9 de marzo de 1945 con María Dolores de Porres y Osborne. Le sucedió su hijo.
- Miguel Lasso de la Vega y Porres, XV marqués de las Torres de la Pressa,[11] grande de España, XI conde de Casa Galindo[3] y IV vizconde de Dos Fuentes.

Casado el 12 de abril de 1980 con Beatriz María de Valdenebro y Halcón.